# Nati nel 1972/Maggio
| Questa pagina contiene informazioni ricavate automaticamente dalle voci biografiche con l'ausilio del template Bio e di un bot. L'aggiornamento è periodico e automatico e ricostruisce completamente la pagina. Se manca una persona in questa lista, sei pregato di non aggiungerla, ma accertati piuttosto che la sua voce biografica contenga il template Bio e che i dati anagrafici siano correttamente compilati. Se il template Bio manca, inseriscilo tu stesso o, in alternativa, metti l'avviso {{tmp\|Bio}} che ne segnala la mancanza. Se i dati riportati sono sbagliati, correggi direttamente la voce biografica; le modifiche saranno visibili in questa lista entro pochi giorni. Per chiarimenti vedi il progetto biografie. La lista contiene solo le 359 persone che sono citate nell'enciclopedia e per le quali è stato implementato correttamente il template Bio. Pagina aggiornata al 18 ago 2025. |

- 1º maggio - Angela Alupei, ex canottiera rumena
- 1º maggio - Alessandro Antonello, pilota motociclistico italiano
- 1º maggio - Julie Benz, attrice statunitense
- 1º maggio - Zdravko Drinčić, ex calciatore montenegrino
- 1º maggio - Hélène Fillières, attrice, sceneggiatrice e regista francese
- 1º maggio - Raphaël Martinez, ciclista su strada e dirigente sportivo francese
- 1º maggio - Steinar Nilsen, allenatore di calcio e ex calciatore norvegese
- 1º maggio - Ketty Riga, giornalista e conduttrice televisiva italiana
- 1º maggio - Slobodan Šljivančanin, ex cestista macedone
- 1º maggio - Ramzi bin al-Shibh, terrorista yemenita
- 2 maggio - Allan Bergius, cantante, violoncellista e direttore d'orchestra tedesco
- 2 maggio - María Blanco, attrice, cantante e ballerina spagnola
- 2 maggio - Irena Česneková, ex biatleta ceca
- 2 maggio - Michael Hester, ex arbitro di calcio neozelandese
- 2 maggio - Teruo Iwamoto, ex calciatore giapponese
- 2 maggio - Dwayne Johnson, attore, produttore cinematografico e wrestler statunitense
- 2 maggio - Rubes Piccinelli, comico e cabarettista italiano
- 2 maggio - Jiří Prskavec, canoista ceco
- 2 maggio - Alberto Samonà, giornalista e scrittore italiano
- 2 maggio - Cristian Trapella, ex calciatore italiano
- 2 maggio - Hilde Vautmans, politica belga
- 2 maggio - Alec Empire, musicista tedesco
- 3 maggio - Stephen Barclay, politico e avvocato britannico
- 3 maggio - Mauro Caballero, allenatore di calcio e ex calciatore paraguaiano
- 3 maggio - Celeste, ex attrice pornografica statunitense
- 3 maggio - Attilio Di Giovanni, compositore e musicista italiano
- 3 maggio - Sandy Dukat, ex sciatrice alpina e triatleta statunitense
- 3 maggio - Giuseppe Festa, scrittore e musicista italiano
- 3 maggio - Aurelio Cano Flores, criminale messicano
- 3 maggio - Samir Mahmoud Goudah, ex cestista egiziano
- 3 maggio - Agustí Julbe, allenatore di pallacanestro e dirigente sportivo spagnolo
- 3 maggio - Vjačeslav Kozlov, allenatore di hockey su ghiaccio e ex hockeista su ghiaccio russo
- 3 maggio - Frank Kramer, allenatore di calcio, dirigente sportivo e ex calciatore tedesco
- 3 maggio - Gard Kristiansen, allenatore di calcio e ex calciatore norvegese
- 3 maggio - Kristin Lehman, attrice e ballerina canadese
- 3 maggio - Cornelia Meusburger, ex sciatrice alpina austriaca
- 3 maggio - Mark Morrison, cantante britannico
- 3 maggio - Richard Nemec, pallavolista slovacco
- 3 maggio - Josey Scott, cantante e chitarrista statunitense
- 3 maggio - Wolfgang Stampfer, ex bobbista austriaco
- 3 maggio - Julija Timofeeva, ex velocista e ex bobbista russa
- 3 maggio - Karine Tuil, scrittrice francese
- 3 maggio - Marinko Šarkezi, ex calciatore sloveno
- 4 maggio - Mike Dirnt, bassista statunitense
- 4 maggio - Ray González, wrestler portoricano
- 4 maggio - Simona Tassara, ex cestista italiana
- 4 maggio - Adrian Toader, ex pentatleta rumeno
- 4 maggio - Chris Tomlin, cantante statunitense
- 4 maggio - Simona Valli, ex attrice pornografica ungherese
- 5 maggio - Brigitta Boccoli, attrice e showgirl italiana
- 5 maggio - Rushia Brown, ex cestista statunitense
- 5 maggio - Laurent Capet, ex pallavolista e allenatore di pallavolo francese
- 5 maggio - James Cracknell, canottiere britannico
- 5 maggio - Lenka Ilavská, ex ciclista su strada e mountain biker slovacca
- 5 maggio - Naoki Mori, ex calciatore giapponese
- 5 maggio - Žigmund Pálffy, allenatore di hockey su ghiaccio e ex hockeista su ghiaccio slovacco
- 5 maggio - Mikael Renberg, ex hockeista su ghiaccio svedese
- 5 maggio - Devin Townsend, cantante, chitarrista e produttore discografico canadese
- 5 maggio - Danie de Villiers, allenatore di rugby a 15 sudafricano
- 6 maggio - Pablo Abdala, ex calciatore argentino
- 6 maggio - I Komang Putra Adnyana, ex calciatore indonesiano
- 6 maggio - Sébastien Amiez, ex sciatore alpino francese
- 6 maggio - Chris Angel, regista, montatore e attore statunitense
- 6 maggio - Carlo Battel, scialpinista italiano
- 6 maggio - Catherine Bertone, maratoneta e fondista di corsa in montagna italiana
- 6 maggio - Martin Brodeur, ex hockeista su ghiaccio|Attività2=dirigente sportivo canadese
- 6 maggio - Magnus Brunner, politico austriaco
- 6 maggio - Luca Eliani, doppiatore italiano
- 6 maggio - Cristiano Fazzi, ex cestista e allenatore di pallacanestro italiano
- 6 maggio - Lorenzo Frizzera, chitarrista italiano
- 6 maggio - Aleksandar Janković, allenatore di calcio e ex calciatore jugoslavo
- 6 maggio - José Marcelo Januário de Araújo, calciatore brasiliano († 2018)
- 6 maggio - Óli Johannesen, ex calciatore faroese
- 6 maggio - Manuel Marcuz, ex calciatore italiano
- 6 maggio - Stefano Palmieri, golfista italiano
- 6 maggio - Dan Petersen, ex calciatore danese
- 6 maggio - Naoko Takahashi, ex maratoneta giapponese
- 6 maggio - Matjaž Vrhovnik, ex sciatore alpino sloveno
- 7 maggio - Franco Berra, ex canottiere italiano
- 7 maggio - Barbara Doll, attrice pornografica francese († 2023)
- 7 maggio - Peter Dubovský, calciatore slovacco († 2000)
- 7 maggio - Asghar Farhadi, regista, sceneggiatore e produttore cinematografico iraniano
- 7 maggio - Jennifer Yuh Nelson, regista statunitense
- 8 maggio - Saverio Deodato Dionisio, attore italiano
- 8 maggio - Lorenzo Donati, direttore di coro e compositore italiano
- 8 maggio - Sean Douglas, ex calciatore neozelandese
- 8 maggio - José Alberto Guadarrama, ex calciatore messicano
- 8 maggio - Darren Hayes, cantautore australiano
- 8 maggio - Yoshikazu Nonomura, imprenditore e ex calciatore giapponese
- 8 maggio - Eric Nshimiyimana, allenatore di calcio e ex calciatore ruandese
- 8 maggio - Max Rauffer, ex sciatore alpino tedesco
- 8 maggio - Christian Scalzo, ex calciatore italiano
- 8 maggio - Guillaume Soro, politico ivoriano
- 8 maggio - Brian Tyler, compositore statunitense
- 9 maggio - Lisa Ann, ex attrice pornografica e conduttrice radiofonica statunitense
- 9 maggio - Anna Civilëva, imprenditrice e politica russa
- 9 maggio - Margarita Fullana, ex mountain biker e ciclista su strada spagnola
- 9 maggio - Dmitrij Gorin, ex giocatore di calcio a 5 russo
- 9 maggio - Christian Holter, ex calciatore norvegese
- 9 maggio - Vitaliy Kobzar, ex calciatore kirghiso
- 9 maggio - Shigetaka Kurita, grafico giapponese
- 9 maggio - Vasilij Mosin, tiratore a volo russo
- 9 maggio - Péter Márki-Zay, politico, economista e ingegnere ungherese
- 9 maggio - Dana Perino, politica, funzionaria e opinionista statunitense
- 9 maggio - Anna-Louise Plowman, attrice neozelandese
- 9 maggio - Daniela Silivaș, ex ginnasta rumena
- 9 maggio - Jukka Toijala, ex cestista e allenatore di pallacanestro finlandese
- 9 maggio - Tamiki Wakaki, fumettista e sceneggiatore giapponese
- 10 maggio - Cary Guffey, attore statunitense
- 10 maggio - Radosław Majdan, ex calciatore polacco
- 10 maggio - Miloš Milošević, ex nuotatore croato
- 10 maggio - Georgi Nemsadze, ex calciatore georgiano
- 10 maggio - Tara Nott, ex sollevatrice statunitense
- 10 maggio - Rodrigo Patricio Ruiz, ex calciatore cileno
- 10 maggio - Katja Seizinger, ex sciatrice alpina tedesca
- 10 maggio - Christian Wörns, allenatore di calcio, dirigente sportivo e ex calciatore tedesco
- 11 maggio - Andrea Barattin, ex rugbista a 15 e dirigente sportivo italiano
- 11 maggio - Concha Buika, cantante spagnola
- 11 maggio - Gabriele Colombo, ex ciclista su strada italiano
- 11 maggio - Tomáš Dvořák, ex multiplista ceco
- 11 maggio - Jenny Elvers, attrice tedesca
- 11 maggio - Luca Furbatto, ingegnere italiano
- 11 maggio - Patrick Koller, ex cestista e allenatore di pallacanestro svizzero
- 11 maggio - Brian MacPhie, allenatore di tennis e ex tennista statunitense
- 11 maggio - Carlo Marini, ex calciatore canadese
- 11 maggio - Lori Melien, ex nuotatrice canadese
- 11 maggio - Aaron Pearl, attore canadese
- 11 maggio - Juan Carlos Ríos, ex calciatore boliviano
- 11 maggio - Polymnia Saregkou, ex cestista greca
- 12 maggio - Christian Campbell, attore e fotografo canadese
- 12 maggio - Erin Dilly, attrice e cantante statunitense
- 12 maggio - Ivo Georgiev, calciatore bulgaro († 2021)
- 12 maggio - Jason Kyle, ex giocatore di football americano statunitense
- 12 maggio - André Nevstad, ex calciatore norvegese
- 12 maggio - Alfonso Obregón, ex calciatore ecuadoriano
- 12 maggio - Junie Sanders, ex cestista statunitense
- 12 maggio - Rhea Seehorn, attrice statunitense
- 12 maggio - Sander Solberg, ex calciatore norvegese
- 12 maggio - Julissa Villanueva, patologa e attivista honduregna
- 13 maggio - Sergio Assisi, attore italiano
- 13 maggio - Peter Beadle, allenatore di calcio e ex calciatore inglese
- 13 maggio - Pieta van Dishoeck, ex canottiera olandese
- 13 maggio - Juan Carlos Socorro, ex calciatore venezuelano
- 13 maggio - Giovanni Tedesco, dirigente sportivo, allenatore di calcio e ex calciatore italiano
- 13 maggio - Roberto Valente, militare italiano († 2009)
- 14 maggio - Gabriel Mann, attore statunitense
- 14 maggio - Ike Moriz, cantante, cantautore e attore sudafricano
- 14 maggio - Kirstjen Nielsen, politica statunitense
- 14 maggio - Salaam Remi, produttore discografico statunitense
- 14 maggio - Natalia Smirnoff, regista argentina
- 14 maggio - Tat'jana Snežina, cantante, cantautrice e poetessa russa († 1995)
- 14 maggio - Jurgita Štreimikytė, ex cestista e allenatrice di pallacanestro lituana
- 14 maggio - Ben Weber, attore statunitense
- 14 maggio - Plamen Željazkov, ex sollevatore bulgaro
- 15 maggio - Niklas Axelsson, ex ciclista su strada svedese
- 15 maggio - Albert Burditt, ex cestista statunitense
- 15 maggio - Andrea Castellani, ex rugbista a 15 e allenatore di rugby a 15 italiano
- 15 maggio - Valérie Claisse, modella francese
- 15 maggio - Andrea Cramarossa, poeta, attore e regista italiano
- 15 maggio - Isidre Esteve Pujol, pilota automobilistico e pilota motociclistico spagnolo
- 15 maggio - Claudio Ferrante, dirigente d'azienda e produttore discografico italiano
- 15 maggio - David Charvet, attore e cantante francese
- 15 maggio - Danny Alexander, politico britannico
- 15 maggio - Camara Jones, ex velocista statunitense
- 15 maggio - Antonio Lang, ex cestista e allenatore di pallacanestro statunitense
- 15 maggio - Ashley McGuire, attrice britannica
- 15 maggio - Patrick Pothuizen, allenatore di calcio e ex calciatore olandese
- 15 maggio - Juan Sánchez Romero, ex calciatore spagnolo
- 15 maggio - André Segatti, attore e modello brasiliano
- 15 maggio - Hiroyuki Takei, fumettista giapponese
- 15 maggio - Ulrike C. Tscharre, attrice tedesca
- 15 maggio - Viola Valli, ex nuotatrice italiana
- 16 maggio - Special Ed, rapper statunitense
- 16 maggio - Christian Califano, ex rugbista a 15 francese
- 16 maggio - C.U.B.A. Cabbal, rapper italiano
- 16 maggio - Andrzej Duda, politico e avvocato polacco
- 16 maggio - Lorenzo Garzella, regista, sceneggiatore e produttore cinematografico italiano
- 16 maggio - Hideki Naganuma, compositore e disc jockey giapponese
- 16 maggio - John Osborn, tenore statunitense
- 16 maggio - Khary Payton, attore e doppiatore statunitense
- 16 maggio - Frank Strandli, ex calciatore e allenatore di calcio norvegese
- 17 maggio - Adriano Cario, politico italiano
- 17 maggio - Lucy Frazer, politica e avvocata britannica
- 17 maggio - Gopakumar R, artista indiano
- 17 maggio - Barry Hayles, ex calciatore giamaicano
- 17 maggio - Adrián Lozano, ex calciatore boliviano
- 17 maggio - Tomas Olsson, ex calciatore svedese
- 17 maggio - Elena Pampoulova, tennista bulgara († 2023)
- 17 maggio - Ergün Penbe, allenatore di calcio e ex calciatore turco
- 17 maggio - Roc Raida, disc jockey e beatmaker statunitense († 2009)
- 17 maggio - Vadim Vasilyev, ex calciatore azero
- 17 maggio - Olga Voženílková, pentatleta ceca
- 18 maggio - Caroline Abel, economista seychellese
- 18 maggio - Devin Bowen, ex tennista statunitense
- 18 maggio - Eduardo Falaschi, cantante e musicista brasiliano
- 18 maggio - Adamari López, attrice portoricana
- 18 maggio - Orlando Monteiro, ex calciatore saotomense
- 19 maggio - Jenny Berggren, cantante svedese
- 19 maggio - Özcan Deniz, cantante, attore e regista turco
- 19 maggio - Filó, allenatore di calcio e ex calciatore portoghese
- 19 maggio - David Finch, fumettista canadese
- 19 maggio - Laura Freddi, showgirl, conduttrice televisiva e cantante italiana
- 19 maggio - Aleksandr Golubev, ex pattinatore di velocità su ghiaccio russo
- 19 maggio - Claudia Karvan, attrice australiana
- 19 maggio - Kris Kohls, batterista statunitense
- 19 maggio - Rohan Marley, imprenditore e ex giocatore di football americano giamaicano
- 19 maggio - Daniela Moroșanu, ex cestista rumena
- 19 maggio - Takahiro Setsumasa, ex cestista giapponese
- 19 maggio - Jeroen Tel, musicista olandese
- 20 maggio - Bård Borgersen, allenatore di calcio e ex calciatore norvegese
- 20 maggio - Serghei Cleșcenco, allenatore di calcio e ex calciatore moldavo
- 20 maggio - Michael Diamond, tiratore a volo australiano
- 20 maggio - Rodrigo Dias Carneiro, ex calciatore brasiliano
- 20 maggio - Christophe Dominici, rugbista a 15 e allenatore di rugby a 15 francese († 2020)
- 20 maggio - Peter Fröberg Idling, scrittore svedese
- 20 maggio - Gianluca Grassadonia, allenatore di calcio e ex calciatore italiano
- 20 maggio - Paul Lewis, pianista inglese
- 20 maggio - Andreas Lundstedt, cantante svedese
- 20 maggio - Busta Rhymes, rapper, produttore discografico e attore statunitense
- 20 maggio - Natal'ja Svinuchova, ex cestista russa
- 20 maggio - Zdeněk Svoboda, ex calciatore ceco
- 21 maggio - Francesca Cristiana Conti, pallanuotista italiana
- 21 maggio - Elvis Ribarič, ex calciatore sloveno
- 21 maggio - Shanele Stires, ex cestista e allenatrice di pallacanestro statunitense
- 21 maggio - Stomy Bugsy, rapper e attore francese
- 21 maggio - Brett Tucker, attore australiano
- 21 maggio - The Notorious B.I.G., rapper statunitense († 1997)
- 22 maggio - Anke Baier, ex pattinatrice di velocità su ghiaccio tedesca
- 22 maggio - Anna Belknap, attrice statunitense
- 22 maggio - Max Brooks, scrittore, sceneggiatore e attore statunitense
- 22 maggio - Alison Eastwood, attrice, regista e produttrice cinematografica statunitense
- 22 maggio - Jaouad Gharib, ex maratoneta e mezzofondista marocchino
- 22 maggio - Alena Kaluhina, fondista bielorussa
- 22 maggio - Thomas Kojo, dirigente sportivo, allenatore di calcio e ex calciatore liberiano
- 22 maggio - Konstantin Landa, scacchista russo († 2022)
- 22 maggio - Maxence Langlois-Berthelot, funzionario francese
- 22 maggio - Joana Preiss, attrice e regista francese
- 22 maggio - Annabel Chong, ex attrice pornografica singaporiana
- 22 maggio - Kurt Van Landeghem, ex ciclista su strada belga
- 23 maggio - Alberto Bacci, ex hockeista su pista italiano
- 23 maggio - Ronnie Blake, trombettista statunitense
- 23 maggio - Christian Brand, allenatore di calcio e ex calciatore tedesco
- 23 maggio - Sebastián Cordero, regista, sceneggiatore e montatore ecuadoriano
- 23 maggio - Isabelle Fijalkowski, ex cestista francese
- 23 maggio - Rubens Barrichello, pilota automobilistico brasiliano
- 23 maggio - Marco van Hoogdalem, allenatore di calcio e ex calciatore olandese
- 23 maggio - Aidan Newhouse, ex calciatore inglese
- 23 maggio - Alexandre-Ferdinand Nguendet, politico centrafricano
- 23 maggio - Carlos Alberto de Oliveira, ex calciatore brasiliano
- 23 maggio - Jana Pavlíková, ex cestista ceca
- 23 maggio - Nadja Uhl, attrice tedesca
- 23 maggio - Kevin Ullyett, ex tennista zimbabwese
- 24 maggio - Layne Beachley, surfista e attrice australiana
- 24 maggio - Davide Belotti, allenatore di calcio e ex calciatore italiano
- 24 maggio - Greg Berlanti, sceneggiatore, regista e produttore televisivo statunitense
- 24 maggio - Víctor Mariscal, ex cestista messicano
- 24 maggio - Roberto Molinaro, disc jockey, produttore discografico e conduttore radiofonico italiano
- 24 maggio - Dion O'Cuinneagain, ex rugbista a 15 e medico sudafricano
- 24 maggio - Dmitrij Prokopenko, ex calciatore russo
- 24 maggio - Petra Ritter, ex tennista austriaca
- 24 maggio - Marc de Rougemont, ex rugbista a 15 francese
- 24 maggio - Maia Sandu, economista e politica moldava
- 24 maggio - Rolf Scherrer, lottatore svizzero
- 24 maggio - Oksana Skaldina, ex ginnasta ucraina
- 24 maggio - Maksim Viktorovič Suraev, cosmonauta e politico russo
- 24 maggio - Viviana Susin, ex nuotatrice italiana
- 24 maggio - Joanna Wiśniewska, discobola polacca
- 24 maggio - Michail Zus'ko, generale russo
- 25 maggio - Andrus Aug, dirigente sportivo e ex ciclista su strada estone
- 25 maggio - Jeremy Bright, statunitense
- 25 maggio - Alessandro Forlani, scrittore italiano
- 25 maggio - Alessandro Gariazzo, chitarrista e cantante italiano
- 25 maggio - Damian Gjiknuri, politico albanese
- 25 maggio - Hwang Ok-sil, ex pattinatrice di short track nordcoreana
- 25 maggio - Hikari Ishida, attrice e cantante giapponese
- 25 maggio - Karan Johar, attore, regista e produttore cinematografico indiano
- 25 maggio - Jules Jordan, regista, manager e ex attore pornografico statunitense
- 25 maggio - Cung Le, attore, artista marziale e artista marziale misto vietnamita
- 25 maggio - Catello Maresca, magistrato italiano
- 25 maggio - Tony Ronaldson, ex cestista australiano
- 25 maggio - Piotr Stokowiec, allenatore di calcio e ex calciatore polacco
- 25 maggio - Jana Strnadová, ex tennista cecoslovacca
- 26 maggio - Emilio Belmonte, allenatore di calcio e ex calciatore italiano
- 26 maggio - Kristinn Björnsson, ex sciatore alpino islandese
- 26 maggio - Alex Dias, ex calciatore brasiliano
- 26 maggio - Ljubiša Dunđerski, dirigente sportivo e ex calciatore serbo
- 26 maggio - Panagiōtīs Egkōmitīs, allenatore di calcio e ex calciatore cipriota
- 26 maggio - Mike Kohn, bobbista statunitense
- 26 maggio - Selenis Leyva, attrice cubana
- 26 maggio - Julie Plec, produttrice cinematografica, produttrice televisiva e sceneggiatrice statunitense
- 26 maggio - Zoltan Sabo, calciatore e allenatore di calcio serbo († 2020)
- 26 maggio - Claudio Sinatti, artista, fotografo e regista italiano († 2014)
- 26 maggio - Massimo Urbano, carabiniere italiano († 2000)
- 26 maggio - Filippo Venturi, scrittore italiano
- 26 maggio - Alan White, batterista inglese
- 26 maggio - Vladimir Šujster, ex pallamanista croato
- 27 maggio - Aguida Amaral, ex maratoneta est-timorese
- 27 maggio - Federico Bettoni, ex calciatore italiano
- 27 maggio - Sibyl Buck, supermodella e musicista statunitense
- 27 maggio - Fabio Caucino, cantautore e compositore italiano
- 27 maggio - Eskild Ebbesen, canottiere danese
- 27 maggio - Massimiliano Esposito, allenatore di calcio, giocatore di beach soccer e ex calciatore italiano
- 27 maggio - Jace Everett, cantautore statunitense
- 27 maggio - Antonio Freeman, ex giocatore di football americano statunitense
- 27 maggio - Julio García Mera, ex giocatore di calcio a 5 spagnolo
- 27 maggio - Juan Antonio González Crespo, ex calciatore uruguaiano
- 27 maggio - Sam Griffiths, cavaliere australiano
- 27 maggio - Barbara Milani, ex sciatrice alpina italiana
- 27 maggio - Maggie O'Farrell, scrittrice britannica
- 27 maggio - Ivete Sangalo, cantante e attrice brasiliana
- 27 maggio - Maksim Sokolov, ex hockeista su ghiaccio russo
- 27 maggio - Alisa Tunja, ex cestista bosniaca
- 27 maggio - Toby Wilkins, regista britannico
- 28 maggio - Kate Ashfield, attrice britannica
- 28 maggio - Miguel Cardoso, allenatore di calcio portoghese
- 28 maggio - Jocelyn Blanchard, dirigente sportivo e ex calciatore francese
- 28 maggio - Michael Boogerd, ex ciclista su strada olandese
- 28 maggio - Doriva, allenatore di calcio e ex calciatore brasiliano
- 28 maggio - Fabiana Fares, pentatleta italiana
- 28 maggio - Antal Kovács, ex judoka ungherese
- 28 maggio - Chiara Mastroianni, attrice e modella francese
- 28 maggio - David Musul'bes, ex lottatore russo
- 28 maggio - Roland Møller, attore danese
- 28 maggio - Boris Palmer, politico tedesco
- 28 maggio - Andrea Strnadová, ex tennista cecoslovacca
- 29 maggio - Laverne Cox, attrice, modella e personaggio televisivo statunitense
- 29 maggio - Bill Curley, ex cestista e allenatore di pallacanestro statunitense
- 29 maggio - Gustavo Ferreyra, ex calciatore uruguaiano
- 29 maggio - Közi, cantautore e polistrumentista giapponese
- 29 maggio - Keith Murray, rapper statunitense
- 29 maggio - Alberto Rimedio, giornalista, telecronista sportivo e conduttore televisivo italiano
- 29 maggio - Stanislas, cantante francese
- 30 maggio - Mike Amigorena, attore argentino
- 30 maggio - Filippo Frati, ex rugbista a 15 e allenatore di rugby a 15 italiano
- 30 maggio - Manny Ramírez, giocatore di baseball dominicano
- 30 maggio - Joachim Rønning, regista norvegese
- 30 maggio - Enrico Silvestrin, attore, conduttore radiofonico e conduttore televisivo italiano
- 30 maggio - Cédric Soulette, ex rugbista a 15 e imprenditore francese
- 30 maggio - Irmantas Stumbrys, calciatore lituano († 2000)
- 31 maggio - Heidi Astrup, ex pallamanista danese
- 31 maggio - Sébastien Barberis, ex calciatore svizzero
- 31 maggio - Frode Estil, ex fondista norvegese
- 31 maggio - Tanya Frei, giocatrice di curling svizzera
- 31 maggio - John Godina, ex pesista e discobolo statunitense
- 31 maggio - Devin Gray, cestista statunitense († 2013)
- 31 maggio - Nikola Lončar, ex cestista, allenatore di pallacanestro e dirigente sportivo jugoslavo
- 31 maggio - Denise Lopez, cantante messicana
- 31 maggio - Davide Mattiello, politico italiano
- 31 maggio - Christian McBride, contrabbassista statunitense
- 31 maggio - Atsuhiko Mori, ex calciatore giapponese
- 31 maggio - Antti Niemi, ex calciatore finlandese
- 31 maggio - Sarah Murdoch, supermodella, attrice e conduttrice televisiva australiana
- 31 maggio - Leszek Ojrzyński, allenatore di calcio polacco
- 31 maggio - Archie Panjabi, attrice britannica
- 31 maggio - Dave Roberts, ex giocatore di baseball e allenatore di baseball statunitense
- 31 maggio - Doris Schretzmayer, attrice austriaca
- 31 maggio - Mirza Varešanović, allenatore di calcio, dirigente sportivo e ex calciatore bosniaco
- 31 maggio - Judy Weiss, cantante tedesca
- 31 maggio - Takashi Yamahashi, allenatore di calcio e ex calciatore giapponese